# Duffy
|  | Per a altres significats, vegeu «Bruce Duffy». |

Aimée Ann Duffy (23 de juny de 1984), més coneguda com a Duffy, és una cantant i compositora gal·lesa. El seu primer àlbum Rockferry va sortir al març de 2008 i ha venut més de 5,5 millions de còpies al món.

## Biografia
Duffy va néixer a Bangor, al nord de Gal·les, i té dues germanes. La seva llengua materna és el gal·lès. Els seus pares es van divorciar quan ella tenia deu anys. Duffy es va inspirar a entrar en la indústria de la música en veure Whoopi Goldberg en la pel·lícula Sister Act. Duffy va començar a cantar quan tenia sis anys però havia de deixar el cor de l'escola perquè la seva veu era considerada massa gran", i va rebre una invitació d'aparèixer al Wawffactor el 2003, un programa similar a l'Star Academy transmès per la televisió a Gal·les.
Duffy va començar amb A&M Records el 23 novembre de 2007. Sortia al programa de la BBC 2 Later with Jools Holland, i després va aparèixer al programa de cap d'any de Hootenanny. El 22 de febrer de 2008, va tornar a Later with Jools Holland i va cantar "Rockferry" i "Mercy", la cançó que ha tingut tant d'èxit. S'erigia aleshores en una gran promesa del soul i en molt poc temps es va convertir en una de les artistes que venia més discos al món.
El seu primer àlbum, Rockferry, va ser el quart disc més venut de l'any, al 2008. Va guanyar tres guardons en els Brit Awards, i el Grammy al millor àlbum pop de 2009. Però el seu segon disc, Endlessly, no va obtenir els mateixos èxits.
Va interrompre la seva carrera abruptament l'any 2011, i el febrer de 2020 va reaparèixer i es va saber que la seva absència fou a causa d'haver estat drogada, segrestada i violada el 2011.

## Discografia
Àlbums d'estudi
- 2008: Rockferry
- 2010: Endlessly

EPs
- 2004: Aimée Duffy
- 2008: Live from London
- 2008: FNMTV Live
- 2009: 2009 	Deluxe EP
- 2009: Live at the Theatre of Living Arts

Singles
- 2007: "Rockferry"
- 2008: "Mercy"
- 2008: "Warwick Avenue"
- 2008: "Stepping Stone"
- 2008: "Rain on Your Parade"
- 2010: "Well, Well, Well"